# Бад Джемісон
Бад Джемісон (англ. Bud Jamison, Вільям Едвард Джемісон, 15 лютого 1894, Вальєхо, Каліфорнія, США, — 30 вересня 1944, Голлівуд, Каліфорнія, США) — американський актор, який в період з 1915 року по 1944 рік знявся в 464 фільмах, в тому числі в ряді фільмів Чарлі Чапліна. Похований на кладовищі Інглвуд-Парк.

## Вибрана фільмографія
- 1915 — Ніч безперервно / A Night Out — метрдотель
- 1915 — Кармен / Carmen — солдат
- 1915 — Чемпіон / The Champion — Боб Аперкот, чемпіон
- 1915 — Його одужання / His Regeneration — немає в титрах
- 1915 — В парку / In the Park — кавалер Едни — немає в титрах
- 1915 — Втеча в автомобілі / A Jitney Elopement — поліцейський
- 1915 — Бродяга / The Tramp — третій грабіжник
- 1915 — Біля моря / By the Sea — людина в циліндрі
- 1915 — Зашанхаєнний / Shanghaied — другий помічник
- 1916 — Поліція / Police — відвідувач нічліжки
- 1917 — Жвавий крок / Step Lively
- 1917 — Дикі жінки / Lonesome Luke's Wild Women
- 1917 — Соромливий / Bashful
- 1917 — Через паркан / Over the Fence
- 1918 — Вона не любить мене / She Loves Me Not
- 1918 — Безупинне дитя / The Non-Stop Kid
- 1919 — Будьте моєю дружиною / Be My Wife
- 1919 — Компанія китайське рагу / Chop Suey & Co.
- 1919 — Не штовхайтесь / Don't Shove
- 1919 — Перерахуйте свою зміну / Count Your Change
- 1919 — Весняна лихоманка / Spring Fever
- 1919 — В мене своя дорога / I'm on My Way
- 1919 — Дивись / Look Out Below
- 1919 — Кухар / The Chef
- 1919 — Наступний прохід / Next Aisle Over
- 1919 — Марафон / The Marathon
- 1919 — Повернутися до лісу / Back to the Woods
- 1919 — Спитайте батька / Ask Father — незначна роль
- 1928 — Переслідувач / The Chaser
- 1930 — Ігровий матч / Match Play
- 1937 — Любовне гніздечко на колесах
- 1937 — Тюремна приманка / Jail Bait
- 1939 — Плентаючись по Джорджії / Mooching Through Georgia — Тітус Кобб